# Ostrogoter

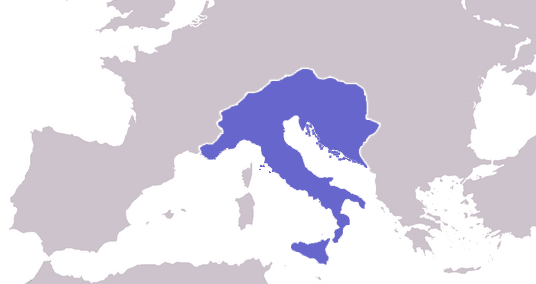
Det ostrogotiska kungadömets största utbredning.

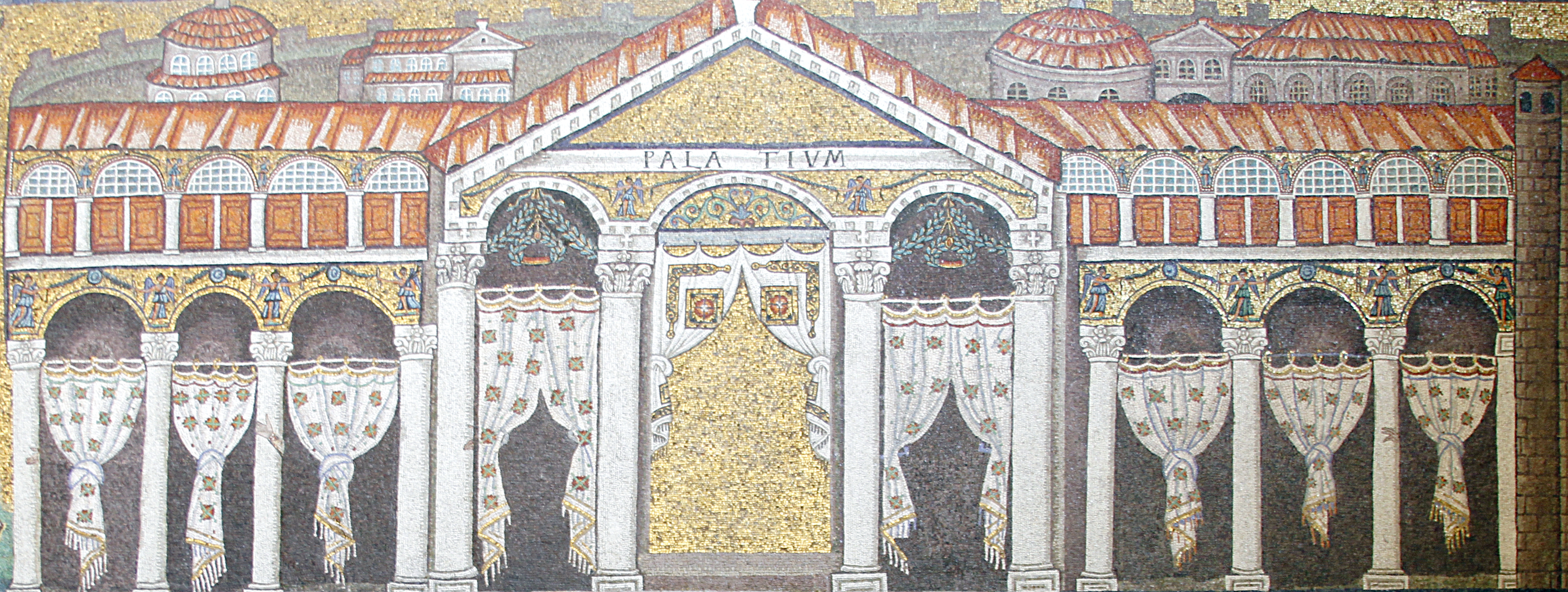
Mosaik av Teoderik den stores palats San Apollinare Nuovo.

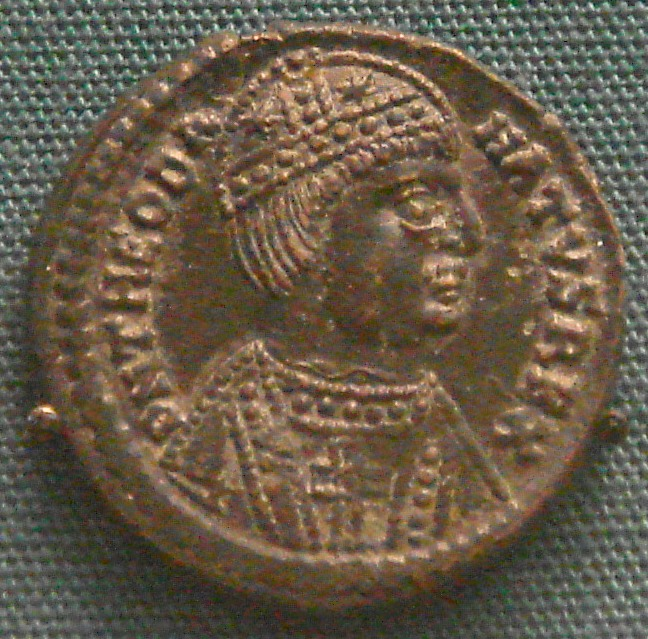
Mynt slaget i Rom föreställande den ostrogotiske kungen Theodahad med "barbarisk" mustasch.

Ostrogoter var en av de viktigaste gotiska stammarna, den andra var visigoterna. De kallas ibland för östgoter (lat. ostrogothi, l. ostrogothæ) var ett av huvudfolken bland goterna som är väl kända sedan år 291. Cassiodorus verk om ostrogoternas historia har gått förlorat, men sammanfattas av Jordanes i Getica. En annan källa till deras historia är Prokopios.
Höjdpunkten i den ostrogotiska historien var då Theoderik den store lyckades skapa ett stort rike i Italien omkring 500 e.Kr. Det ostrogotiska riket föll sönder kort efter hans död när ostrogoterna besegrades av Bysantiska riket efter slaget vid Mons Lactarius 552 eller 553. Efter det försvann ostrogoternas rike ur historien.

## Namnet
Det självbeskrivande namnet ostrogoter (först nämnt på 390-talet som greutungi-ostrogothi) har betydelsen den uppgående solens goter, från vilken de sekundära tolkningarna "öst-" och "de lysande" senare härletts. Redan i början av 400-talet försvann beteckningen greutungi som betydde ungefär "de som bor på stäpper och grusstränder" och som hörde ihop med det gamla namnet på visigoterna: tervingi (skogsbor). Sidonius Apollinaris nämner 456 att ostrogoterna är ättlingar till det folk som Ammianus Marcellinus omkring 395 hade skrivit om och då kallat greutungi.  Det tidigare vanliga namnet "östgoter" ses numer som oriktigt och undviks av historiker. Ostrogoternas historia börjar inte förrän efter att de österut boende goterna hade befriat sig från hunnerna. För goternas tidigare historia se artikeln goter.

## Ostrogoterna efter hunnerna
När hunnernas välde föll sönder efter Attilas död befriade sig gepiderna och andra underkuvade folk från hunnerna i slaget vid Nedao år 454. Goterna hade till en början kämpat på hunnernas sida, men de blev också självständiga genom sitt nederlag. Hunnerna drog sig tillbaka österut  medan östgoterna undertecknade ett federationsfördrag med det romerska riket och bosatte sig i Pannonien. Sonen till den ostrogotiske kungen Thiudimir, Teoderik, sändes som gisslan till hovet i Konstantinopel troligen från 459 till 469. År 469 besegrade ostrogoterna en allians av flera fientliga stammar ledda av Donau-sveben Hunimund i slaget vid Bolia. Det var efter detta slag Teoderik lämnade Konstantinopel.

## Erövringen av Italien
Då Teoderik återvände till Pannonien omkring 469 efter att ha vistats i Konstantinopel som gisslan tog han över ledarskapet för en av de gotiska krigargrupper som opererade där. Efter att han hade upphöjts till kung av armén redan efter två år 471 efterträdde han sin far Thiudimir 474 som rex av den gotiska federationen. Kungariket flyttade från Pannonien till Makedonien. År 476 flyttade Teoderik sitt kungssäte för de gotiska foederati tillbaka till Donau. Han tjänstgjorde senare i den kejserliga östromerska armén som hög officer på Balkan. Teoderik utnämndes av kejsaren till magister militum 481, efter att Teoderik Strabon hade dött i en olycka. Strobon var hans rival och möjligen även en gotisk släkting. Strabons trupper följde nu Teoderik och 484 blev han också konsul – en av de högsta värdigheterna i det romerska riket. Konflikter kvarstod dock mellan Theoderik och den dåvarande bysantinske kejsaren Zeno och 486/87 förekom också strider.
I slutet av 488 bekräftades Teoderik av Zeno som magister militum, och utnämndes till patricius och fick i uppdrag ett fälttåg mot Odovakar i Italien. Om Teoderik reste till Italien på eget bevåg eller efter kejsarens påtryckningar är omtvistat i den vetenskaplig forskningen, men alliansen (foedus) var fördelaktig för båda parter. Teoderik kunde få ett eget imperium även om Zenon skickade Theoderik som sin ställföreträdare. Zenon slapp den obekväme befälhavaren vars goter agerade farligt nära Konstantinopel. Samtidigt skulle Odovakar bekämpas. Teoderik flyttade sina trupper med omkring 20 000 krigare och deras familjer till Italien år 489 . Utöver de cirka 20 000 gotiska foedarati tillkom ytterligare cirka 80 000 personer. Det totala följet utgjorde omkring 100 000 personer. Både romare och vandaler var inblandade i den efterföljande konflikten på båda sidor av striden. Kriget medförde förödelse särskilt i norra Italien. I kriget vann Teoderik två avgörande segrar sommaren 490, först vid Verona och sedan igen vid floden Adda, och år 491, när Zeno dog, kontrollerade Teoderik större delen av Italien. Det blodiga slaget vid Verona verkar ha påverkat hans samtida och slaget ökade Teoderiks berömmelse. Han belägrade sedan Ravenna, som ansågs ointagligt, i två år, men lyckades inte erövra den kungliga staden. Han slöt därför en överenskommelse med Odovakar. Bara några dagar senare, av maktpolitiska skäl lät han döda sin motståndare vid en fest med Odovakars följe närvarande i salen. Teoderik hävdade senare att det vare en hämnd för mordet på den rugiska kungafamiljen. Teoderik sägs ha dödat Odovakar med sina egna händer. Därefter lät han döda många andra anhängare till sin maktrival.

## Goternas bosättning i Italien - de goda åren
Forskningen tvistar om på vilka grunder Teoderik härskade i Italien efter Odovakars. Efter mordet på Odovakar tillträdde han en position som gjorde honom helt självständig i Italien. Ändå betonade han själv sin underordnade ställning till härskaren i Konstantinopel, eftersom han försökte säkra sin makt genom att undvika konflikter med Östrom. Han fortsatte denna strategi även efter att den hade erkänts av Anastasios I, 497/498. Då blev Teoderik formellt inte bara ledare för sina gotiska krigare, utan också ledare för den västromerska regeringen. Han betraktades av romarna som den administratör av Italien som kejsaren hade utsett, samtidigt som han var rex eller kejsare. Ostrogoternas kung fanns kvar som en titel. Hans officiella självbeteckning var Flavius Theodericus rex. Den patricius-rang som Zenon förlänade honom, i kombination med hans ställning som magister militum i Västrom. Han var de facto regeringschef i årtionden, och de gotiska krigarna under ledning av Theoderik var också i romersk tjänst som foederati ur kejserlig synvinkel. Samtidigt skickade Anastasios Theoderik ornamenta palatii, det vill säga det västromerska rikets insignier, som Odovakar hade skickat till Konstantinopel år 476. Detta var möjligen en inbjudan till goterna att tillsätta en ny Augustus i Italien. Om det var Anastasios mening så accepterade Theoderik inte denna önskan.
Teoderik placerade sig själv i samma tradition som Ricimer, och presenterade sig som ledare för sina gotiska krigare och å andra sidan som den västromerske regeringschefen. Han lät uppföra nya eller renovera många äldre byggnader. Särskilt anmärkningsvärd är utvecklingen av Ravenna. Även i Rom gjordes omfattande renoveringar av antika byggnader. Administrativt fortsatte Theoderik den senromerska praxisen utan avbrott. Den västromerska senaten behandlades med vördnad, och många romare – som Boethius och Cassiodorus, som fungerade som Theoderiks magister officiorum – tjänade honom i höga administrativa ämbeten. Romare var även som generaler under Teoderik. Han fortsatte att utnämna konsuler, som också erkändes av det östromerska riket. Teoderik  delade ut penningdonationer i samband med jubileer, samt organiserade också cirkusspel. Statyer av Teoderik var vanliga, och några romarna kallade honom Augustus.  Theoderiks juridiska praktik kan exemplifieras med det så kallade Edictum Theoderici. Den senantika kulturen i Italien, fortsatte att blomstra under gotiskt styre. Den högt bildade filosofen Boethius, som översatte grekiska texter till latin och fungerade som en hög ämbetsman. Quintus Aurelius Memmius Symmachus skrev en Historia Romana  som är försvunnen förutom ett fragment.
Teoderik lyckades bosätta goterna i Italien utan någon större konfrontation med den romerska befolkningen. Faktum är att motståndet var så litet att vissa forskare – som den amerikanske medeltidsforskaren Walter A. Goffart – antar att det inte förekom några expropriationer av romarna, utan att goterna bara erhöll mark som låg i träda och en del av skatterna. Om detta är riktigt skulle det förklara den i stort sett fredliga samexistensen mellan den förmögna italienska senatsaristokratin och de ostrogotiska foederati. Denna förklaring är inte okontroversiell och den vetenskapliga diskussionen om frågan är inte  avgjord. Goterna kan ha fått mark som saknade ägare, till exempel mark som tidigare hade tillhört Odovakars anhängare. Patricius Liberius, som i egenskap av pretorianprefekt fick uppdraget av goterna att ordna deras bosättningar och inkvartera de germanska krigarna, uppfyllde denna uppgift på mycket kort tid. Han hyllades ofta för sina handlingar – särskilt av de romerska godsägarna. Det är möjligt att Theoderiks krigare helt enkelt tog den plats som tidigare innehafts av Odovakars män, som i sin tur hade ärvt den reguljära västromerska armén plats (exercitus Romanus) år 476, så att det inte skedde någon betydande förändring.

## Goternas rike i Italien faller samman
Efter Theoderiks död år 526 störtade även detta ostrogotiska välde samman, och följdes av en tid av upplösning som ledde till ostrogoternas upplösning.
En allvarlig successionskris följde. Theoderiks dotter Amalasuntha regerade som förmyndare för den utsedde efterträdaren Adalrik som bara var tio år gammal. Hon retade upp sina gotiska undersåtar genom att gynna den romerska befolkningen och då hon sökt stöd hos den bysantinske kejsar Justinianus I.  Amalasuntha lät mörda huvudmännen för den gotiska oppositionen Vid Adalriks död år 534 tog dock hennes släkting Theodahad över kronan och dödade Amalasuntha.  Detta gav kejsar Justinianus en förevändning att sända Belisarius med en armé till Italien 535 och då utlöste det gotiska kriget. Kriget blev ekonomiskt och kulturellt förödande i Italien. Den östromerske generalen Belisarius landsteg på Sicilien år 535 och avancerade snabbt genom nedre Italien till Rom. Theodahad avsattes och dödades i sin tur sedan det ryktats att han i hemlighet stått i samförstånd med fienden, och Witigis (lat. Vitiges) valdes till kung 536. Han gifte sig med Adalriks syster Mathasuentha. Rom föll i Belisarius händer genom de romerska invånarnas försorg, och trots en årslång belägring av Rom, från februari 537 till mars 538, lyckades inte Witigis återta staden. Witigis erbjöd frankerna de ostrogotiska besittningarna i Gallien, men detta fick som enda resultat att frankerna stärkte sina ambitioner att permanenta sin närvaro i Italien. Belisarius avvärjde understödet från frankerna och belägrade från 539 Witigis i Ravenna. Vitigis  höll ut mot Belisarius fram till 540. Under belägringen av Ravenna anlände ett fredsbud från kejsar Justinianus, kanske tack vare att Witigis lyckats få perserna att börja krig mot Östrom. Belisarius fortsatte belägringen på eget bevåg. Ostrogoterna erbjöd då Belisarius kronan och han låtsades ta emot erbjudandet, varefter han bemäktigade sig Ravenna 540. Belisarius avseglade sedan med Witigis, dennes gemål och den ostrogotiska kungaförmögenheten till Konstantinopel.
Visigoten Ildibad valdes sedan till ny ostrogotsk kung, men han mördades inom ett år, och rugiern Eraric bemäktigade sig tronen, men mördades, och efterträddes av Ildibads brorson Totila (lat. Badvila). Han valdes 541 av den gotiska armén till rex. Totila lyckades överraskande  återerövra stora delar av Italien. Under de följande tio åren ödelades landet av kriget. Justinianus återgav då Belisarius befälet år 544 för att denne skulle rädda Rom, men gav honom inte tillräckliga resurser för att fullgöra uppdraget. 546 lyckades Totila inta Rom, men vågade inte utsätta sig för belägring utan utrymde staden efter att ha störtat en del av dess murar. Belisarius återintog Rom och Totila belägrade honom ånyo men utan att lyckas inta staden. Belisarius kunde inte heller få till stånd ett slut på kriget på grund av sin otillräckliga truppstyrka – den kejserliga huvudarmén var bunden av ett krig mot det persiska sassanidiska riket. När kejsaren inte skickade förstärkning utverkade Belisarius sin återkallelse 549 och Totila kunde återigen besätta Rom och därefter söka fred med kejsaren.  Istället skickade Justinianus 551 en betydande armé under Narses. År 552 bestod den nya östromerska italienska armén av omkring 30 000 soldater. Narses besegrade goterna 552 i slaget vid Taginæ i Umbrien , varvid Totila dödades. Kriget slutade med att Totilas efterträdare Teja besegrades och dog 552 i slaget vid Mons Lactarius vid foten av Vesuvius. De flesta goterna underkastade sig Narses. Vissa fasta platser var ännu i ostrogotisk besittning och styrkor från dessa förenade sig 552-553 med en frankisk-alemannisk här som ryckte in i Italien, men Narses besegrade denna här vid Capua och därmed var  den bysantinska erövringen av Italien fullbordad.

## Ostrogotisk kultur

### Religion
Goternas ursprungliga religion är en av de ursprungliga germanska religionerna. Liksom för andra germaner är källorna till goternas ursprungliga religion dåliga. Jordanes rapporterar att goterna efter en seger betraktade sina kungar inte som vanliga människor, utan mera som halvgudar ( latin semidei), på gotiska ansis (Getica 13). Namnet "ansis" verkar vara den gotiska formen av asar. Bland visigoterna kan krigsguden Tyz ha varit den främsta. En gotisk Wodan-Oden har inte kunnat dokumenteras med säkerhet. Dessutom dyrkades Donau och andra floder som gudar. Flodguden tog emot människooffer och eder avlades i flodgudens namn. Goterna inledde sina strider med mjöddrickande och sjöng lovsånger till förfäderna och gudarna. Präster och shamaner (goterna hade även prästinnor) från de olika enskilda stammarna dyrkade också lokala gudar. Det ingen gemensam kult för alla goter eller ens för alla ostrogoter.
Under 200-talet kom goterna i kontakt med kristendomen, eftersom de fångar de tog under sina krigsräder in på romerskt territorium ibland var kristna. Dessa fångar försökte omvända goterna. Roms uttalade fiende Atanarik, som var de tervingiska småkungarnas valda talesman som domare (latin iudex) fram till 375, förföljde de gotiska kristna i de gotiska gudarnas namn före 346 och åren 369–372. Socialt spreds kristendomen från de undre befolkningsskikten alltså nerifrån och upp. Den tervingiska överklassen såg detta som ett hot mot den religiösa och sociala ordningen i samhället och misstänkte att de kristna samarbetade med romarna. Det var inte helt utan grund för den romerske kejsaren Constantius II använde religiös mission för att påverka tervingerna, och det var han som finansierade sändandet av Wulfila till området norr om Donau  på 340-talet. Till en början för att sprida tron bland ättlingarna till tillfångatagna romare, av vilka många redan var kristna. De tervingiska goterna motsatte sig denna missionsverksamhet, och Wulfila och många av hans trosfränder landsförvisades 347/348 och sändes till det romerska imperiet. Det fanns fortfarande kristna kvar norr om Donau, men när tervingerna och romarna slöt ett fördrag år 369 försvann de kristnas beskydd och tervingerna förföljde dem som stannade kvar.  Atanarik lät bränna kristna till döds tillsammans med sina hus, och goten Vingurik satte eld på kyrkor med kristna. Under dessa konflikter allierade sig Atanariks motståndare, Fritigern, som hade konverterat till ariansk kristendom, med den östromerske kejsaren Valens och ställde sig därmed på Roms sida. I strider inom goterna år 367 mellan Atanarik och Fritigern trupper segrade den förre. Detta fick  konsekvenser för goternas förhållande till Rom, och de kristna fick betala det med ett stort lidande. Att goterna kristnades påverkades senare av det faktum att de goter som tilläts bosätta sig i Romarriket år 376 var tvungna att gå med på att kristnas, vilket understryker religionens betydelse i samspelet mellan goter och romare. 
Wulfila använde perioden efter 348 till att översätta Bibeln till gotiska med ett gotiskt alfabet som han själv hade utvecklat.  Wulfila predikade den kristendomen som var förhärskande i det romerska riket på hans tid. När den nicaeanska trosbekännelsen senare under trehundratalet blev grunden för kristendomen, imponerade den inte på goterna, och deras kristendom kom att bli en distinkt gren, arianismen; Skillnaden mellan de två grenarna av kristendomen användes ofta politiskt av goternas motståndare. Den gotiske biskopen Wulfila (och hans medhjälpare) skapade den första germanska översättningen av Bibeln (Wulfilabibeln). Wulfilas översättning från 350 fram till hans dödsår 383 vilade delvis på grundval av delar som redan hade översatts av latinska och grekiska missionärer. Det bäst bevarade exemplaret av Wulfilas bibel Codex argenteus – ett kungligt manuskript på purpurfärgat kalvpergament, skrivet med silver- och guldbläck. Det visar den uppskattning Wulfilas ansträngningar fortfarande hade på 500-talet i goternas rike. Wulfila själv döptes troligen redan vid födseln. Han uppfostrades med tre språk  och fick troligen också en retorisk utbildning. Omkring 341 vigdes han till biskop över de kristna i det gotiska landet. Inte så mycket är känt om kristnandet av ostrogoterna.
Teoderik den store var troende arian och han lyckades uppnå en långvarig inre fred genom att behandla romerska, italiska (nicenska kristna) och germanska (arianska kristna) anhängare och ämbetsmän lika, men i separata grupper. Denna politik underlättades av den akacianska schismen mellan den västliga och den östliga kristenheten vid denna tid. Varken de arianska krigarna eller de katolska civila i Italien stod i gemenskap med den ortodoxe kejsaren i de religiösa frågorna. Den östromerske historikern Procopius av Caesarea hyllade  Teoderik som en rättvis och stark härskare som var en sann kejsare i allt utom titeln. Den anonyme Valesianus prisade också Theoderik högt. De pannoniska goterna, ostrogoterna förblev arianer och höll fast vid sin arianska tro till slutet.
I religiösa frågor var Teoderik tolerant och försökte hitta en balans. I ett brev till judarna skrev han: Vi kan inte befalla religionen, eftersom det inte kommer att falla någon in att tro mot sin vilja.  År 498 avgjorde han ett omtvistat påveval till förmån för Symmachus. Under Theoderiks regeringstid förekom inga religiösa förföljelser varken mot katoliker eller judar. Till och med i den akakianska schismen, som under tiden fram till 519 splittrade de öst- och västromerska kyrkorna i frågan om hur man skulle handskas med de monofysitiska kristna, agerade Theoderik försiktigt, även om splittringen passade honom både som arian och politiskt. Samtidigt främjade han den arianska bekännelsen där det var möjligt och lät bygga eller utvidga arianska kyrkor.

### Språk
Det gotiska språket finns bevarat i Wulfilas bibel och ytterligare några religiösa skrifter och fragment. Av gotisk lagstiftning har Theoderiks edikt från år 500 bevarats och verket Variae av Cassiodorus uppfattas som en samling av Theoderiks statshandlingar och handlingar också från hans omedelbara efterträdare. Även bland visigoterna hade skriven lag lagts fram av kungen Euric. Alarik II presenterade ett brevarium av romersk rätt för sina romerska undersåtar, men den stora samlingen av västgotiska lagar härstammar från en sen monark och lades fram av kung  Rekisvinth omkring 654. Denna visigotiska lagsamling kommenterades av Montesquieu och Gibbon och har diskuterats av Friedrich Carl von Savigny (Geschichte des römischen Rechts, ii. sid 65) och flera andra författare. De är tryckta i Monumenta Germaniae, leges, tome i.(1902).

### Historiska källor
Av historiker som skildrat gotisk historia finns förutom Jordanes. Isidors gotiska historien. Isidor var  ärkebiskop i Sevilla. Hans historia är främst en källa till de visigotiska kungarnas historia skriven omkring 630. Flera samtida latinska och grekiska författare bidrog till att skildra goternas historia i samtiden. Salvianus av Marseille skrev på 500-talet De Gubernatione Dei, som är full av jämförelser som ställde romarnas grymheter mot barbarernas dygder, särskilt goternas. I alla sådana framställningar fanns överdrifter åt båda hållen, men en kärna av sanning i de faktiska händelserna fanns troligtvis. De dygder som arianismens goter lovordas för av de katolska prästerna i är deras egna rena tro och deras tolerans mot katolikerna under deras styre. Goterna goda behandling av romerska undersåtar omtalas också 